# Félix Osorio
Félix Ramón Osorio Guzmán (Caracas, Venezuela; 5 de octubre de 1969) es un militar en reserva activa con el rango de mayor general, político y autoridad venezolana, es el actual rector de la Universidad Militar Bolivariana de Venezuela (UMBV) y viceministro de Educación del Ministerio del Poder Popular para la Defensa, funciones que ha ocupado dos veces en distintos periodos.
Fue desde 2021 hasta el 2023 el comandante general del Ejército Bolivariano, componente de la Fuerza Armada Nacional Bolivariana (FANB) de Venezuela. Además, fue secretario de despacho de la presidencia. También, por nueve años, presidente de Mercal y dos veces ministro del Poder Popular para la Alimentación, bajo el gobierno de Hugo Chávez y posteriormente de Nicolás Maduro.

## Biografía

### Primeros años y estudios
Osorio nace en la ciudad de Caracas, capital de Venezuela. Egresó de licenciado en Ciencias y Artes Militares en la quina posición de la promoción de 1990 «GD Trinidad Morán», de la Academia Militar del Ejército Bolivariano (adscrita a la Universidad Militar Bolivariana de Venezuela). Posee el rango de mayor general de la Fuerza Armada Nacional Bolivariana y cursó una especialización en Gerencia Empresarial en la Universidad José María Vargas.

### Carrera militar
En 1992, participó en la intentona de golpe de Estado contra el presidente Carlos Andrés Pérez. Fue presidente del Mercado de Alimentos (Mercal), a partir de febrero de 2006. En el 2008, fue nombrado Ministro del Poder Popular para la Alimentación del Gobierno Bolivariano de Venezuela para el gobierno de Hugo Chávez.
El 21 de abril de 2013, en cadena nacional fue asignado de nuevo, como ministro del Poder Popular para la Alimentación de Venezuela, para el primer gobierno del presidente Nicolás Maduro. Al mismo tiempo, Osorio Guzmán presidió la Corporación de Abastecimientos y Servicios Agrícolas S.A. (CASA). Entre las primeras medidas como ministro, para mayo del 2013, anuncia el aumento del 20% en los precios de la carne, pollo, leche y quesos.
Desde 2017, asume la [[rector]|rectoría]] de la Universidad Militar Bolivariana de Venezuela (UMBV) y en 2020, asume uno de los viceministerios de Defensa. En 2021, en la graduación conjunta de los tenientes y tenientes de corbeta, el presidente Nicolás Maduro lo nombra como el comandante general del Ejército Bolivariano (FANB), sustituyendo al general en jefe Domingo Hernández Larez, quien asume el CEOFANB.
El 7 de julio de 2023, pasa a reserva activa y es sustituido en la comandancia del Ejército Bolivariano por el mayor general José Murga Baptista. Horas más tarde, es nombrado por Vladimir Padrino López a través de Twitter, como rector de la Universidad Militar Bolivariana de Venezuela sustituyendo al general de brigada Dilio Rodríguez Díaz y viceministro de Educación del Ministerio del Poder Popular para la Defensa, reemplazando al ya retirado Mayor general Ricardo Nicodemo Ramos. Ambos cargos los ocupa por segunda ocasión.